# Periboea
Na mitologia grega, Periboea é a esposa de Icário, de quem teve uma filha, Penélope.
5t555te